# Rude Boy
"Rude Boy" är en singel med Leila K och Papa Dee utgiven 1996 och från Leila Ks album Manic Panic.